# Cantonul Lacapelle-Marival
Cantonul Lacapelle-Marival este un canton din arondismentul Figeac, departamentul Lot, regiunea Midi-Pyrénées, Franța.

## Comune
| Comune                  | Populație (1999) | Cod poștal | Cod INSEE |
| ----------------------- | ---------------- | ---------- | --------- |
| Albiac                  | 66               | 46500      | 46002     |
| Anglars                 | 163              | 46120      | 46004     |
| Aynac                   | 527              | 46120      | 46012     |
| Le Bourg                | 246              | 46120      | 46034     |
| Le Bouyssou             | 111              | 46120      | 46036     |
| Cardaillac              | 498              | 46100      | 46057     |
| Espeyroux               | 106              | 46120      | 46096     |
| Issendolus              | 454              | 46500      | 46132     |
| Labathude               | 175              | 46120      | 46139     |
| Lacapelle-Marival       | 1.247            | 46120      | 46143     |
| Leyme                   | 943              | 46120      | 46170     |
| Molières                | 364              | 46120      | 46195     |
| Rudelle                 | 153              | 46120      | 46242     |
| Rueyres                 | 196              | 46120      | 46243     |
| Saint-Bressou           | 129              | 46120      | 46249     |
| Sainte-Colombe          | 164              | 46120      | 46260     |
| Saint-Maurice-en-Quercy | 239              | 46120      | 46279     |
| Thémines                | 216              | 46120      | 46318     |
| Théminettes             | 145              | 46120      | 46319     |